# Верхнее Кляшево
Ве́рхнее Кля́шево (чув. Тури Кӗлешкасси) — деревня в Ибресинском районе Чувашской Республики. Входит в состав Чувашско-Тимяшского сельского поселения.

## География
Находится в центральной части Чувашии на расстоянии приблизительно 8 км на восток-северо-восток по прямой от районного центра посёлка Ибреси.

## История
Деревня образована примерно двести лет назад переселенцами из соседней деревни Кляшево Цивильского уезда (ныне Нижнее Кляшево). В 1795 году здесь было учтено 26 дворов и 192 жителя, в 1859 63 двора и 364 жителя, в 1897 104 двора и 561 житель, в 1926 114 дворов и также 561 житель, в 1939 589 жителей, в 1979 432, в 1989 263. В 2002 году отмечалось 102 двора и в 2010 — 82 двора.

## Население
Население составляло 303 человек (чуваши 98 %) в 2002 году, 247 в 2010.